# Émile Bescherelle
Émile Bescherelle (París, 3 de enero de 1828-26 de febrero de 1903) fue un farmacéutico, botánico y briólogo francés.
Un evento extraordinario se produjo luego de una existencia más bien tranquila. Se lo consulta para participar entre 1882 y 1883 como un botánico en la misión científica del Cabo de Hornos a bordo de La Romanche y se refiere, además de sus observaciones biogeográficas y etnográficas, a colecciones de musgos, hepáticas y antóceras con sus descripciones publicadas en el informe de la misión, orientando su futura carrera en Briología.
Su colega Benedict Balansa que exploró de 1878 a 1884, Paraguay, colectando briófitas, sobre todo de Asunción y de Caaguazú. Mucho más tarde, sus especímenes se envían a Bescherelle en París, que los identifica, describiendo 30 especies de musgos y de hepáticas.

## Algunas publicaciones
- narcisse Patouillard, Bescherelle Émile, camille Sauvageau, gustave Barratte. 1897. Algues. Ed. Imprimerie nat. 158 pp. Reimprimió Kessinger Publish. LLC, 2010. 188 pp. ISBN 1160909512
- Bescherelle Émile. 1889. Muscinées: I. Hépatiques. Ed. Gauthier-Villars & Fils. 252 pp.
- ----------------------------. 1888. Mousses. Ed. Gauthier-Villars. 60 pp.
- ----------------------------, andré Franchet , paul Hariot, c. Massalongo, paul Petit. Mission scientifique du Cap Horn 1882-1883. vol. V : Botanique, Gauthier-Villars, París, 1888-1889
- ----------------------------. 1880. Florule bryologique de la Réunion et des autres iles austro-africaines de l'océan Indien. Ed. Martinet. 200 pp. Reimprimió BiblioBazaar, 2010. 214 pp. ISBN 114909429X
- ----------------------------. 1876. Florule bryologique des antilles francaises. 263 pp.
- ----------------------------. 1873. Florule bryologique de la Nouvelle-Calédonie. 62 pp.
- eugène Fournier, émile Bescherelle, william Nylander. 1872. Mexicanas plantas nuper a collectoribus expeditionis scientificae allatas: aut longis ab annis in herbario Musei parisiensis depositas præside J. Decaisne. Volumen 2. Recherches botaniques. Ed. Ex Typographeo Reipublicae
- Bescherelle Émile. 1871. Prodromus bryologiae mexicanae: ou, Énumération des mousses du Mexique avec description des espèces nouvelles. Ed. Bedelfontaine & Syffert. 112 pp.

## Reconocimientos
- Presidente de la Société Botanique de France, en el periodo 1885